# Hermann Haken
Hermann Haken (Lipsia, 12 luglio 1927 – Sindelfingen, 14 agosto 2024) è stato un fisico tedesco, noto soprattutto come il fondatore della sinergetica.

## Biografia
Dopo lo studio e il dottorato in matematica presso l'Università di Erlangen e dei soggiorni in Gran Bretagna e negli USA, gli venne assegnata nel 1960 la cattedra di fisica teorica all'Università di Stoccarda. Si occupò di ottica non lineare (soprattutto fisica del laser), fisica dei corpi solidi, fisica statistica, teoria dei gruppi. Nel 1995 divenne professore emerito della facoltà di fisica teorica presso l'Università di Stoccarda. Fu autore di numerosi libri, fra cui un'introduzione alla sinergetica, e curatore di una collana dedicata all'argomento.